# Kia Soul
Kia Soul – samochód osobowy typu crossover klasy subkompaktowej produkowany pod południowokoreańską marką Kia od 2008 roku. Od 2019 roku produkowana jest trzecia generacja modelu.

## Pierwsza generacja

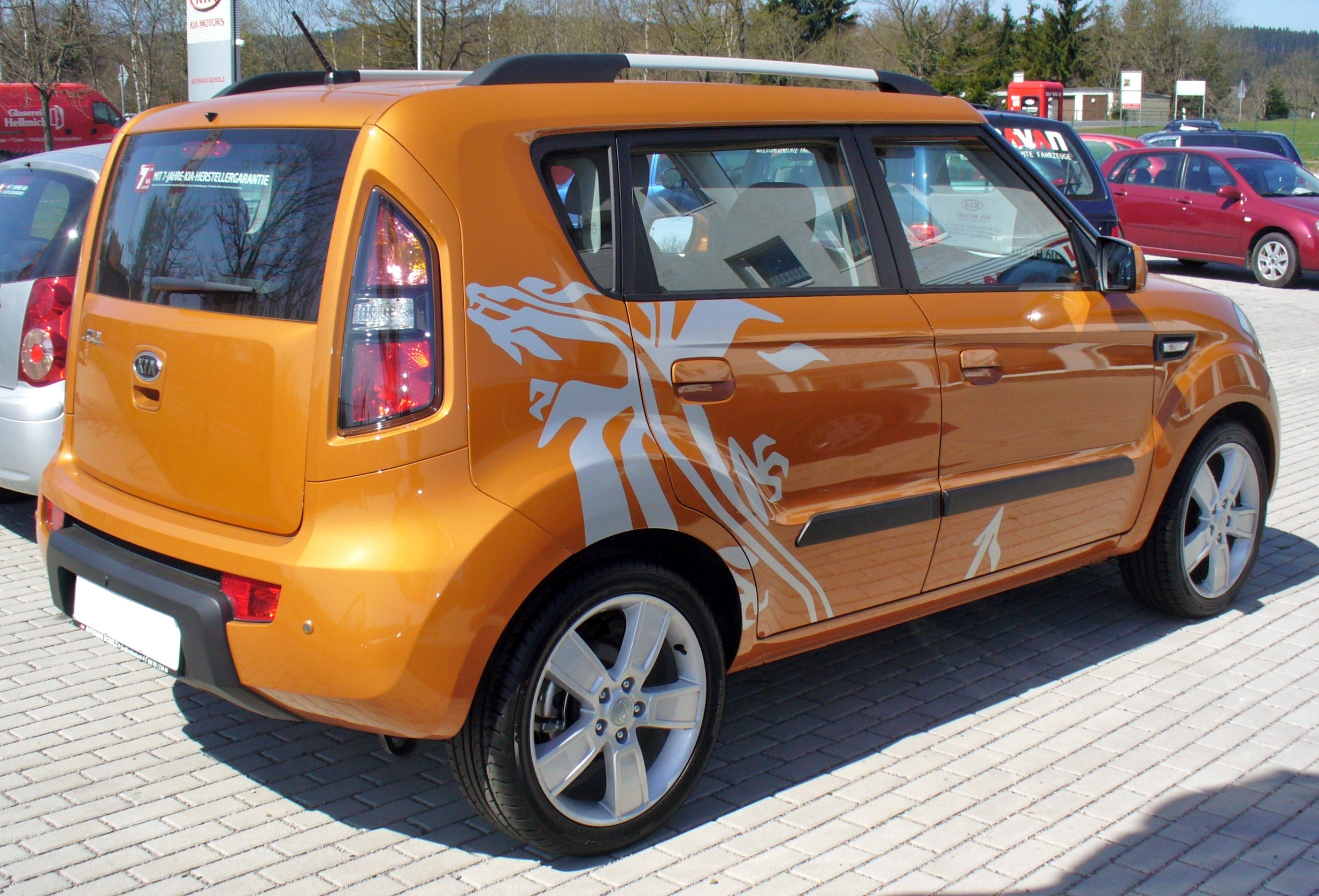
Kia Soul I – tył

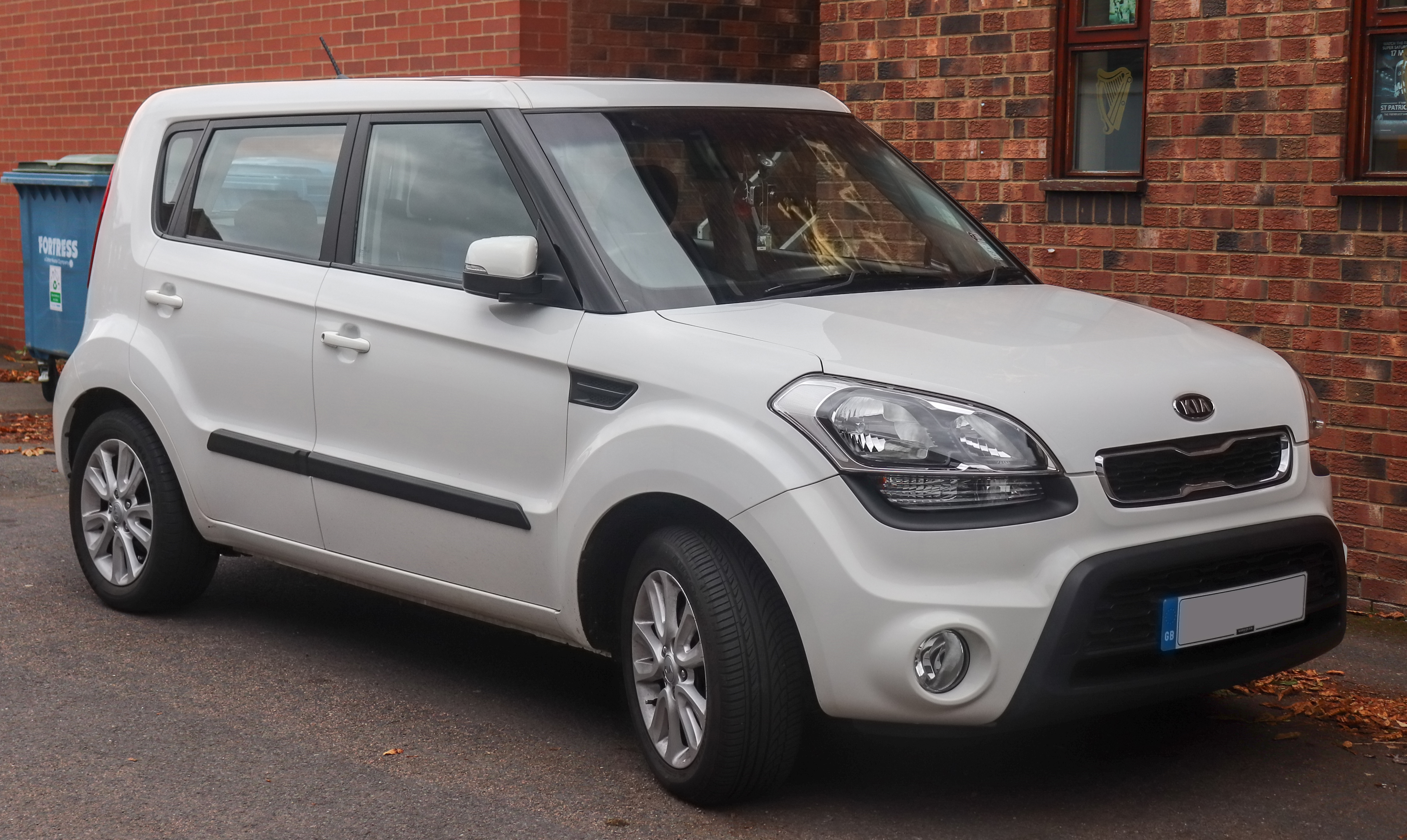
Kia Soul I po liftingu

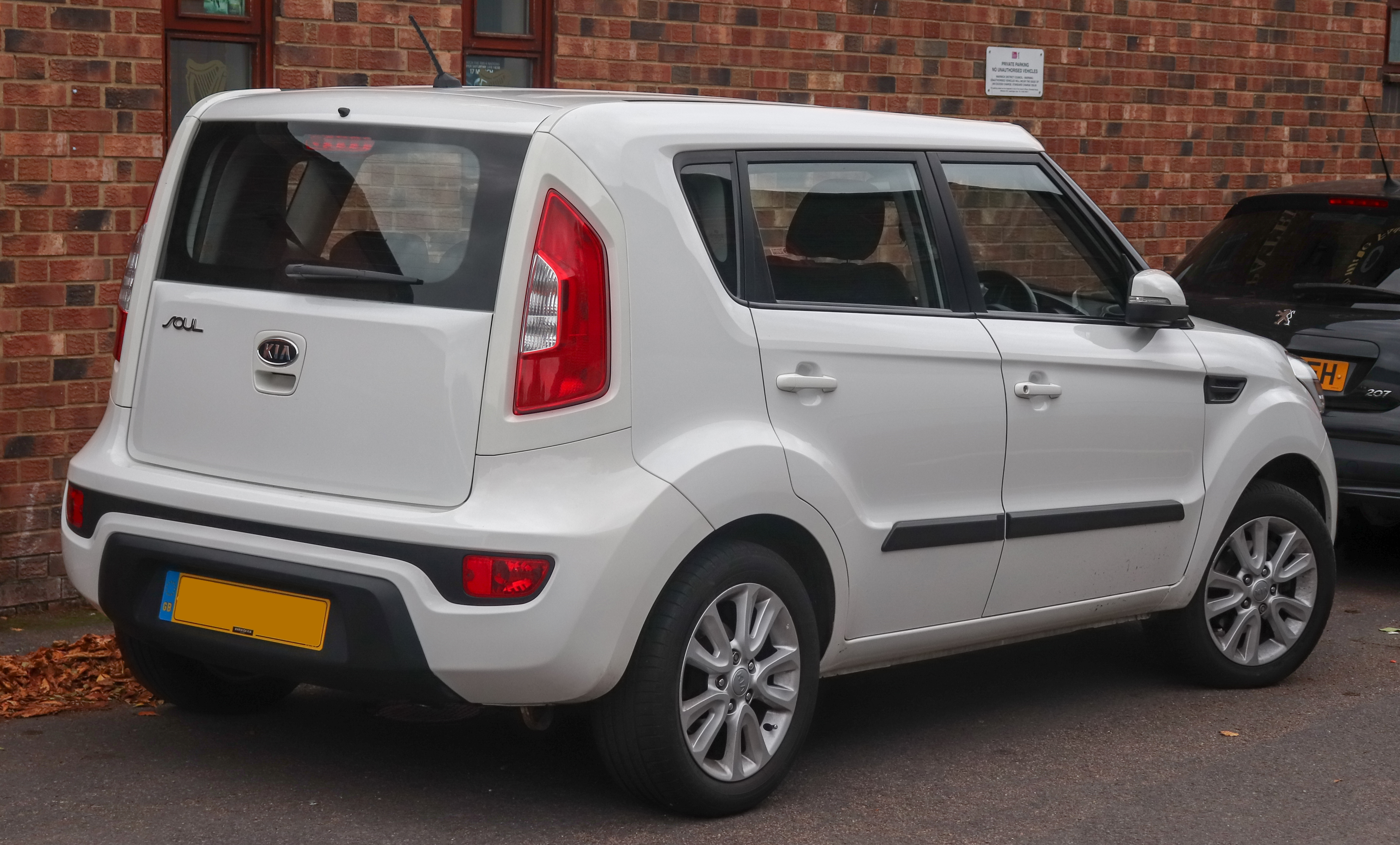
Kia Soul I – tył po liftingu

Kia Soul I została zaprezentowana po raz pierwszy w 2008 roku.
Wizję pierwszego w historii Kii niewielkiego crossovera zdecydowano się zaprezentować w formie futurystycznie stylizowanego prototypu Kia Soul Concept, którego przedstawiono podczas targów motoryzacyjnych w Detroit w styczniu 2006 roku.
Dwa i pół roku lata po premierze studium, Kia oficjalnie przedstawiła model Soul w seryjnej postaci. Poprzedziło to przedstawienie podczas Geneva Motor Show 2008 trójki przedprodukcyjnych prototypów, a ostateczny wariant stopniowo przedstawiano przez kolejne miesiące 2008 roku aż do światowego debiutu podczas salonu Paris Motor Show 2008.
Pod kątem stylistycznym, pierwsza generacja Kii Soul w obszerny sposób odtworzyła formułę przedstawioną przy okazji prototypu z 2006 roku. Charakterystycznymi cechami zostały pomalowane na czarno przednie słupki, duże reflektory, mała owalna atrapa chłodnicy, a także masywna obła maska i pionowo umieszczona, prostokątna klapa bagażnika. Projekt opracował Peter Schreyer, ówczesny szef działu projektowego.
Specyficzną cechą, jaką Soul pierwszej generacji wyróżniał się w porównaniu do innych modeli w gamie producenta, były szerokie możliwości personalizacji obejmujące naklejki na nadwoziu czy dwubarwny wystrój wnętrza.

### Lifting
W kwietniu 2011 roku Kia Soul pierwszej generacji przeszła obszerną restylizację. Odświeżony został m.in. pas przedni pojazdu z nowymi wkładami reflektorów, a także wygląd zderzaków i zupełnie nowe wkłady lamp tylnych w dwubarwnej tonacji. Ponadto, dotychczasowe kasetowe klamki zastąpiono klasycznymi, uchwytowymi.
Przy okazji modernizacji wprowadzone zostały także nowe jednostki napędowe – dwa benzynowe silnik o mocy 122 i 138 KM oraz jedna wysokoprężna jednostka o mocy 128 KM. Na rynek amerykański dodane zostały także dwie benzynowe jednostki o pojemności 2 l i mocy 142 i 166 KM.

### Wersje wyposażeniowe
- EX
- M
- L
- LX
- XL

W zależności od wybranej wersji wyposażeniowej pojazdu, auto wyposażone może być m.in. w system ABS i ESP, 6 poduszek powietrznych, system TCS, elektryczne sterowanie szyb, elektryczne sterowanie lusterek, światła przeciwmgłowe, wielofunkcyjną kierownicę, system audio z 6-głośnikami oraz wejściami AUX/USB, a także klimatyzację manualną lub automatyczną.

### Silniki
- R4 1.6l DOHC 122 KM
- R4 1.6l GDI 138 KM
- R4 2.0l DOHC 142 KM
- R4 2.0l DOHC 166 KM
- R4 1.6l CRDi 126 KM

## Druga generacja

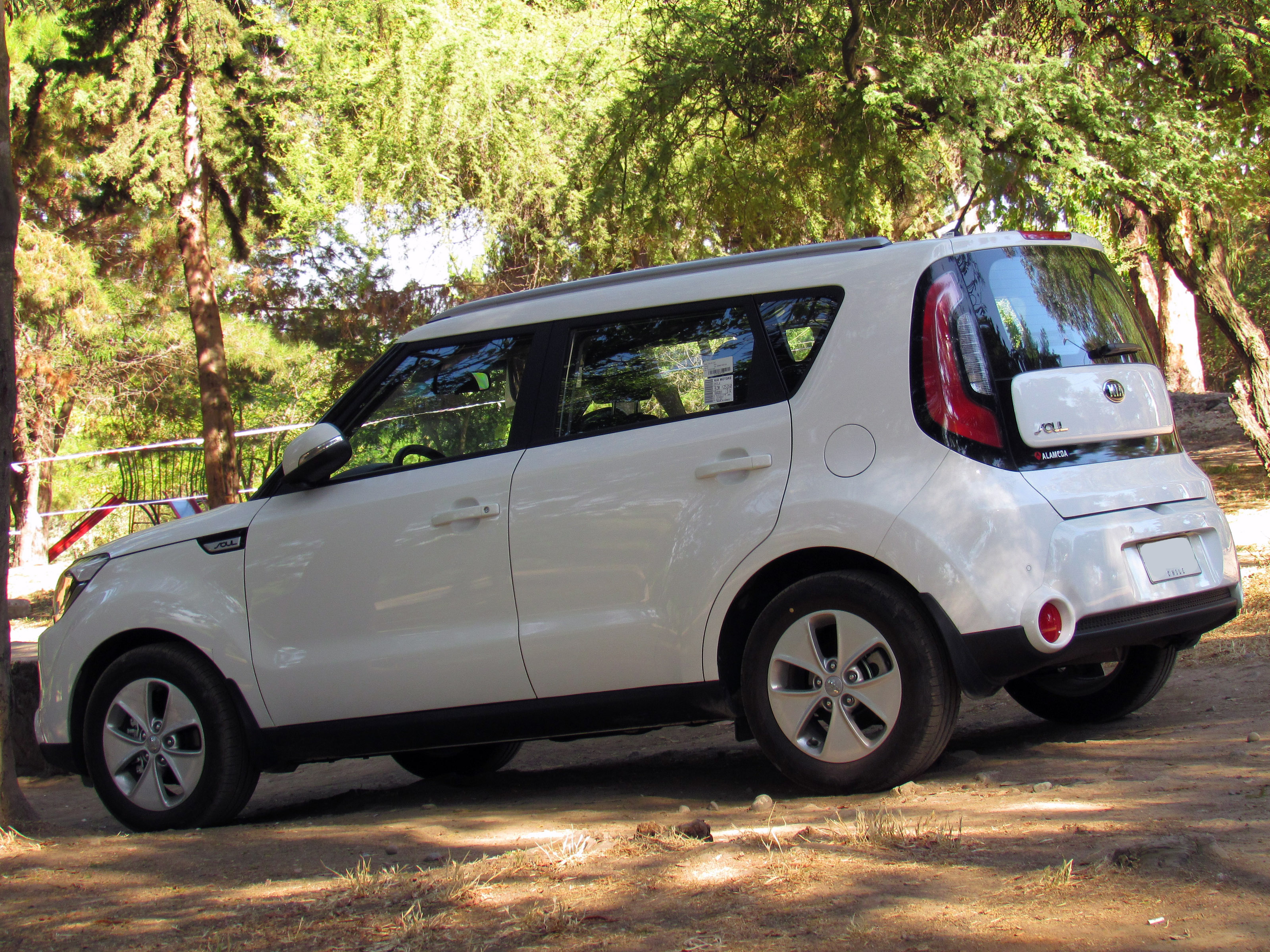
Kia Soul II – tył

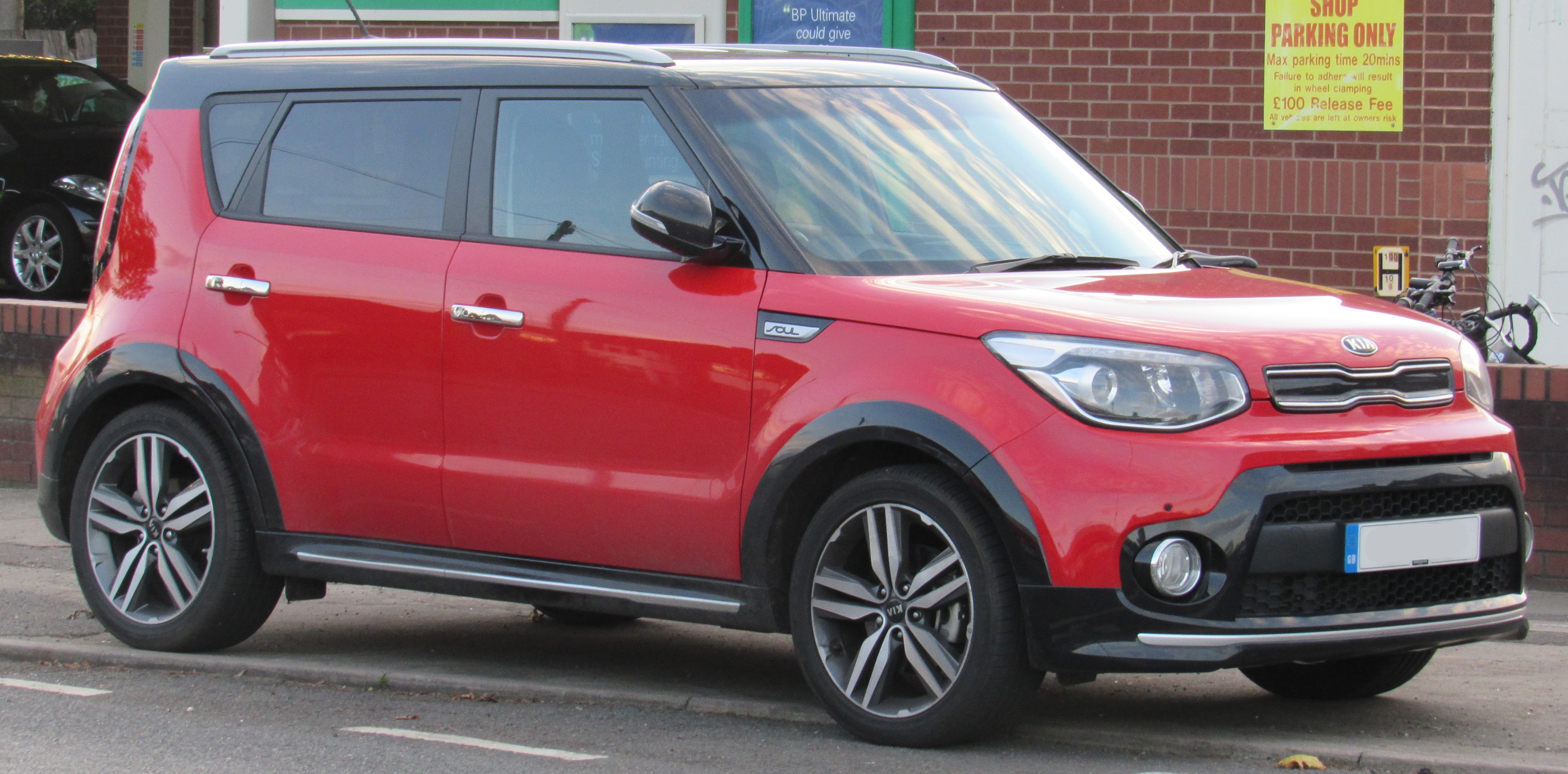
Kia Soul II po liftingu

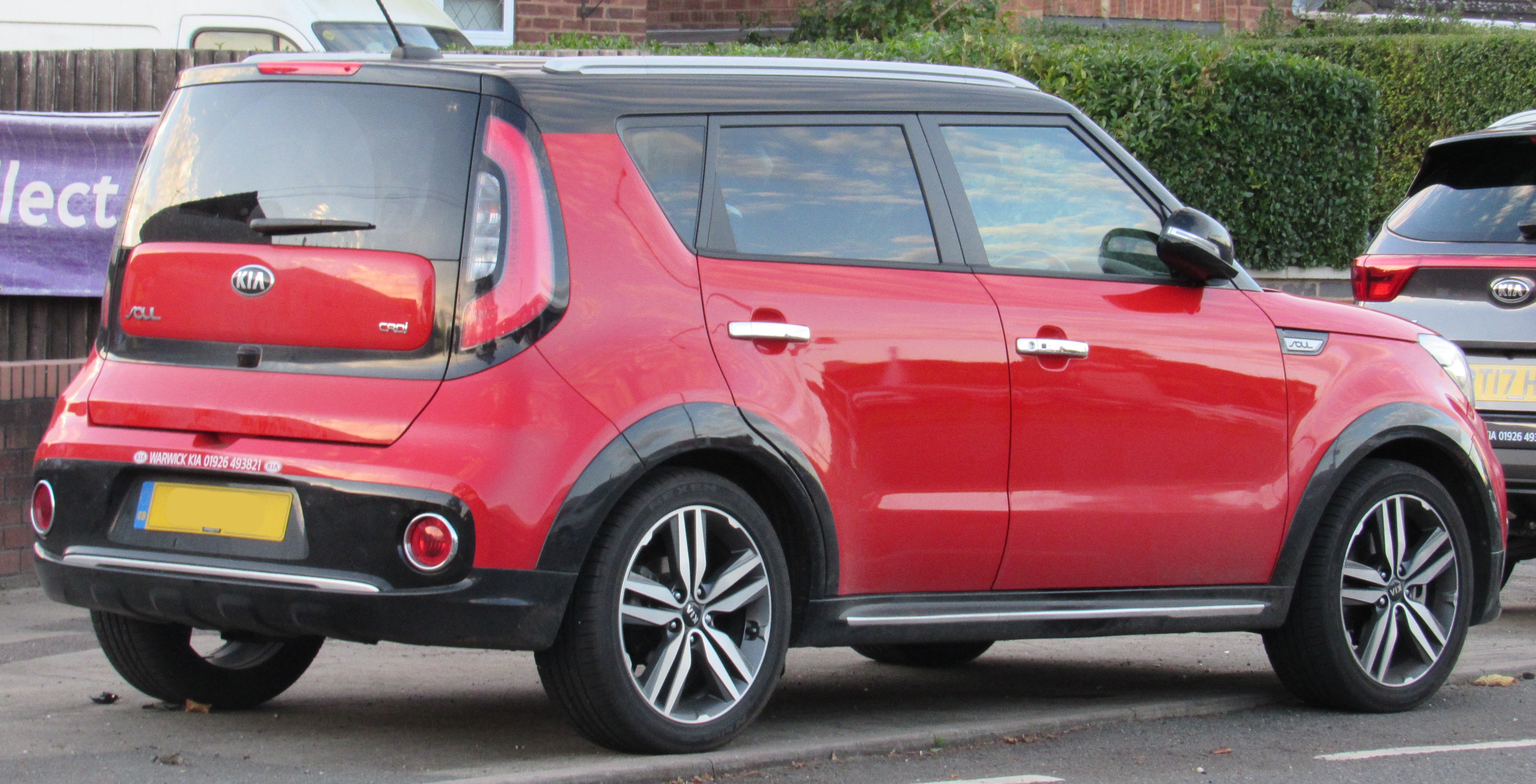
Kia Soul II – tył po liftingu

Kia Soul II została zaprezentowana po raz pierwszy w 2013 roku.
Studyjną zapowiedzią kluczowych cech stylistyki zupełnie nowej, drugiej generacji Kii Soul był przedstawiony w lutym 2012 roku prototyp Kia Track’ster Concept. Na miejsce debiutu produkcyjnego modelu rok później wybrano New York Auto Show 2013.
Kia Soul drugiej generacji w obszernym zakresie rozwinęła koncepcję poprzednika, zachowując m.in. masywną maskę, dwubarwne malowanie nadwozia, zadartą ku górze linię szyb i pionowe lampy tylne. Samochód zyskał dodatkowe nakładki na zderzaki i nadkola w celu upodobnienia do samochodów typu SUV, a także zachował opcjonalne dwubarwne malowanie nadwozia.
Równocześnie, pojazd stał się bardziej muskularny i obły, zyskując większe lampy i pękate nadkola, a także duży wlot powietrza w przednim zderzaku. Za stylizację pojazdu odpowiedzialne było kalifornijskie centrum projektowe Kii.

### Super Eko Taxi
Na rynku kolumbijskim Kia Soul drugiej generacji była oferowana wyłącznie w wariancie opracowanym dla lokalnych korporacji taksówkarskich, dostępnym tylko w żółtym malowaniu lakieru. Tradycyjnie dla takiego typu modelu Kii, samochód otrzymał inną nazwę – Kia Super Eko Taxi.

### Lifting
W sierpniu 2016 roku Kia przedstawiła Soula drugiej generacji po drobnej restylizacji, która ograniczała się do zmian w wyglądzie zderzaków. Przemodelowano kształt wlotu powietrza w zderzaku, nadano bardziej kanciastą formę plastikowej nakładce na tylnym zderzaku, a także zmieniono rozmieszczenie halogenów, które tym razem były bardziej zabudowane.

### Wyposażenie
- EX
- M
- L
- LX
- XL

Standardowe wyposażenie podstawowej wersji M pojazdu obejmuje m.in. 6 poduszek powietrznych, system ABS i ESC, system wspomagania kierownicy z trzema trybami pracy, zamek centralny, elektryczne sterowanie szyb, elektryczne sterowanie lusterek, klimatyzację manualną z filtrem powietrza, 6-głośnikowy system audio z radioodtwarzaczem MP3 oraz złączami AUX/USB.
Bogatsza wersja L dodatkowo wyposażona została m.in. w światła do jazdy dziennej oraz lampy tylne wykonane w technologii LED, projekcyjne światła mijania, światła przeciwmgłowe, czujnik zmierzchu, klimatyzację automatyczną oraz kamerę cofania.
Najbogatsza wersja XL dodatkowo wyposażona została m.in. w czujniki cofania, tempomat, elektrycznie składane lusterka, podgrzewane koło kierownicy oraz fotele przednie oraz system bezkluczykowy.
Opcjonalnie pojazd doposażyć można m.in. w dach panoramiczny, system multimedialny z nawigacją satelitarną i 8-calowym ekranem dotykowym, a także skórzaną tapicerkę.

### Silniki
- R4 1.6l GDI 132 KM
- R4 2.0l GDI 164 KM
- R4 1.6l CRDi VGT 136 KM

### Soul EV

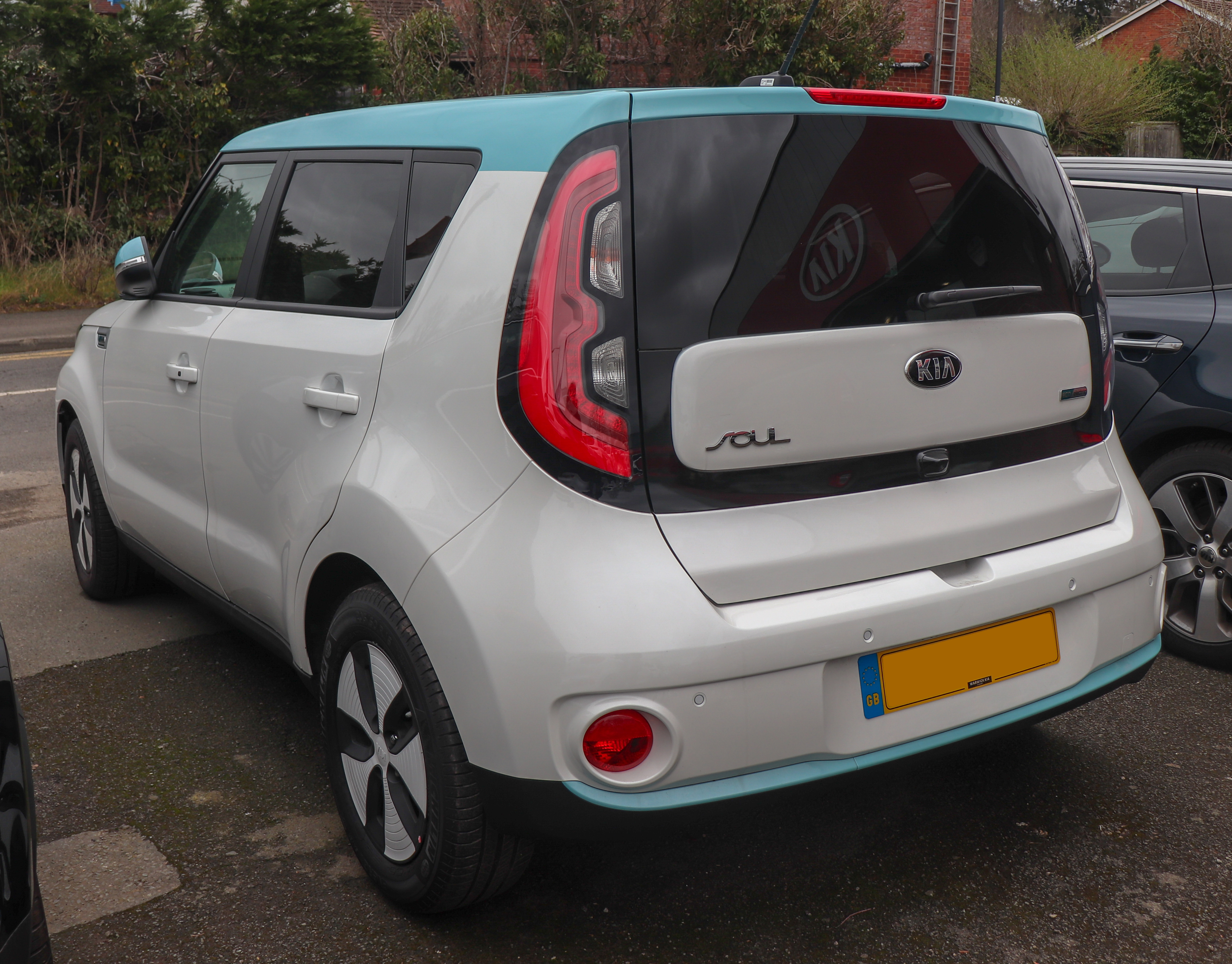
Kia Soul EV I – tył

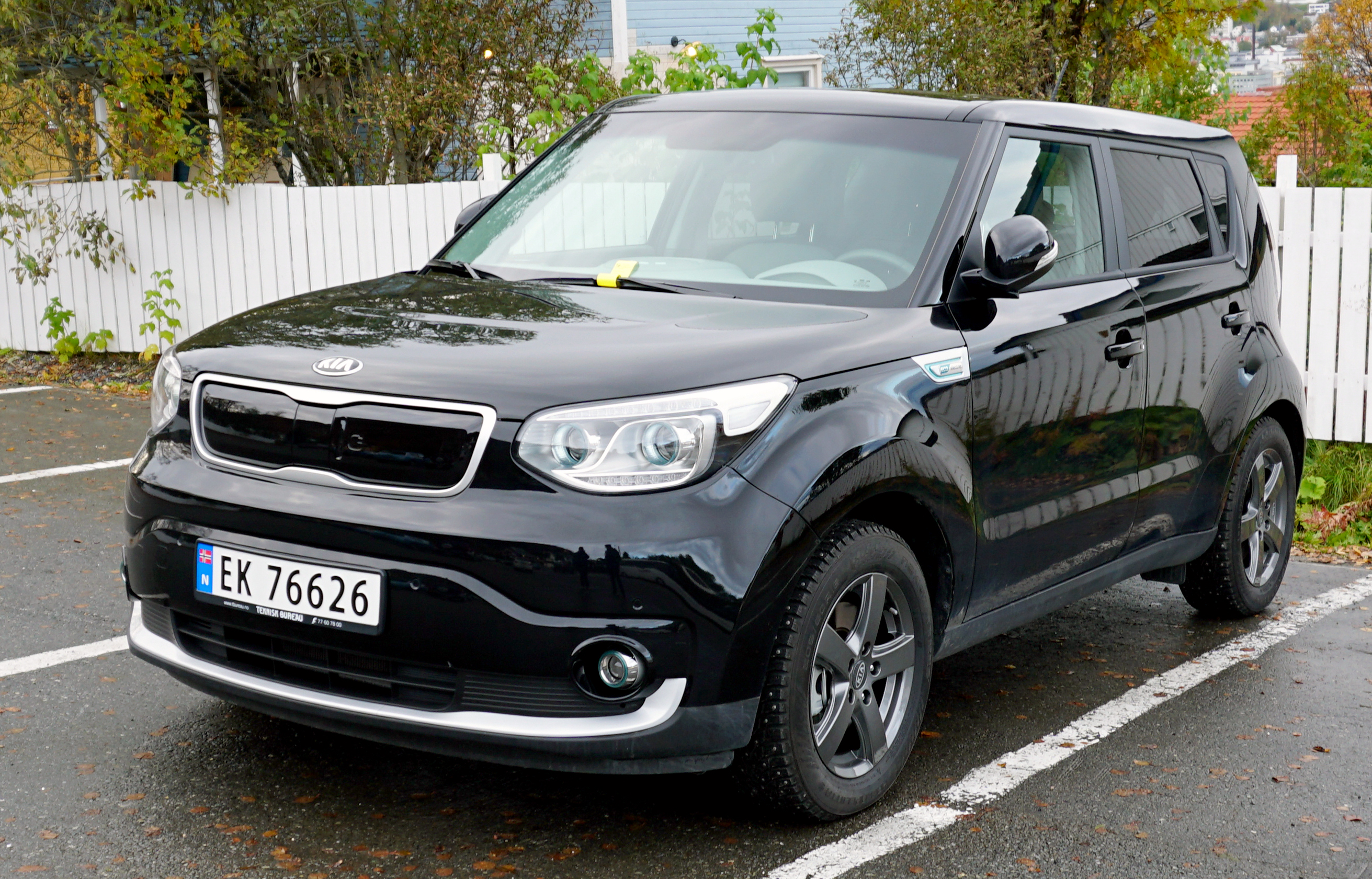
Kia Soul EV I w Norwegii

Kia Soul EV I została zaprezentowana po raz pierwszy w 2014 roku.
Po raz pierwszy od momentu debiutu w 2008 roku, Kia zdecydowała się poszerzyć ofertę napędową Soula o wariant elektryczny jako pierwszy taki samochód producenta przeznaczony do globalnej sprzedaży.
Kia Soul EV zadebiutowała rok po premierze drugiej generacji, odróżniając się od niej licznymi zmianami wizualnymi jak m.in. inny wzór alufelg, zaślepka w miejscu atrapy chłodnicy, przemodelowane zderzaki czy inne klosze lamp tylnych z kanciastymi soczewkami kierunkowskazów i lamp do cofania.

### Sprzedaż
Kia Soul EV pierwszej generacji była samochodem niskoseryjnym i oferowanym na ograniczonej liczbie rynków z racji niewielkiej, w momencie debiutu, infrastruktury do ładowania pojazdu w skali globalnej. Roczny wolumen sprzedaży w momencie początku produkcji szacowano na 5000 sztuk, z kolei sprzedaż odbywała się głównie na wybranych rynkach zachodnioeuropejskich, na czele z Norwegią i Holandią, a także w Stanach Zjednoczonych.

### Dane techniczne
Za napęd pojazdu odpowiedzialny jest silnik elektryczny o mocy 81,4 kW i 285 Nm. Polimerowe akumulatory litowo-jonowe chłodzone powietrzem oferowały pojemność 27 kWh, a także przejazd około 150 kilometrów na jednym ładowaniu. 111-konny układ napędowy pozwalał rozpędzić się do 100 km/h w niecałe 10 sekund, maksymalnie jadąc do 145 km/h.

## Trzecia generacja

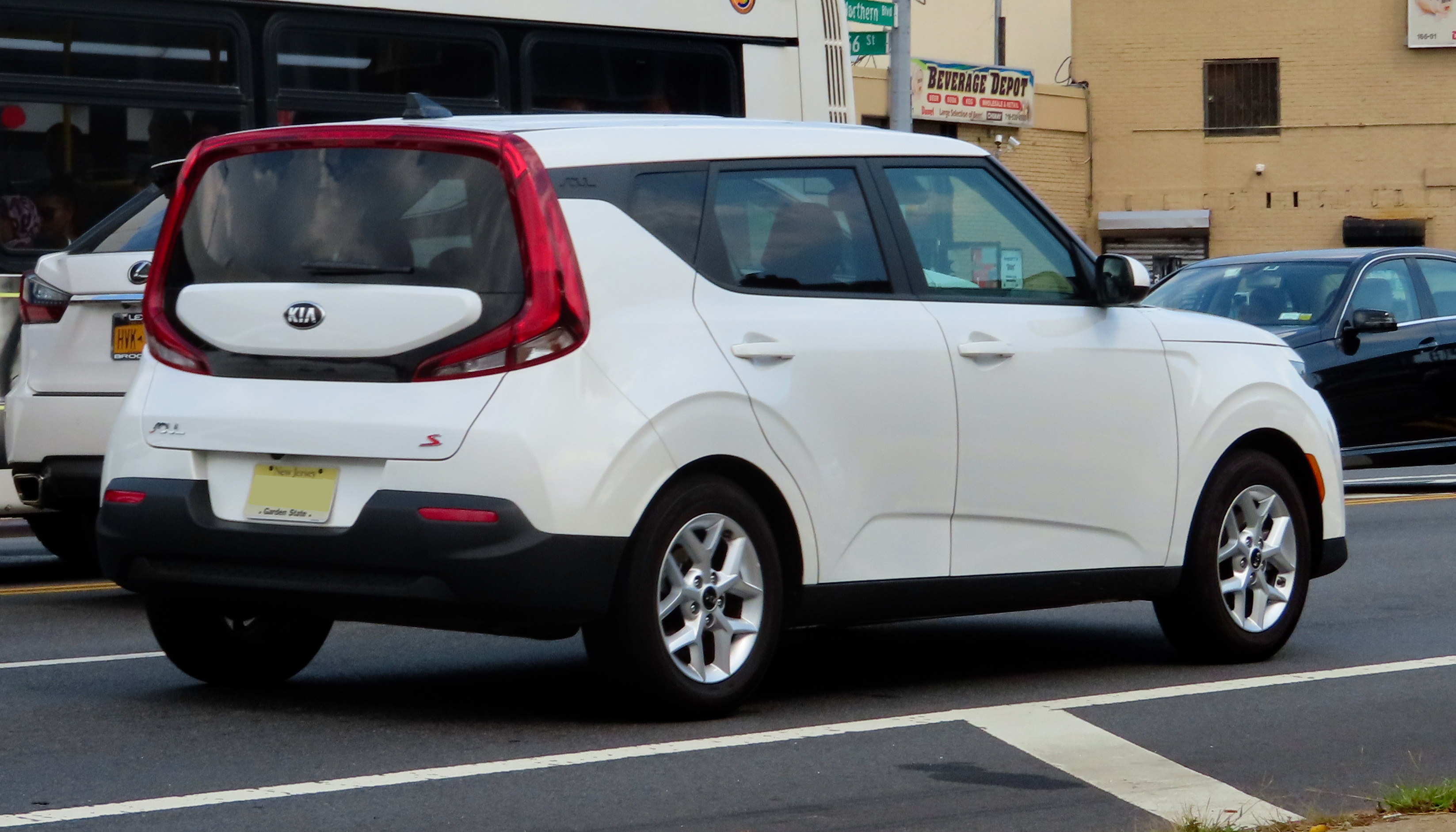
Kia Soul III S – tył

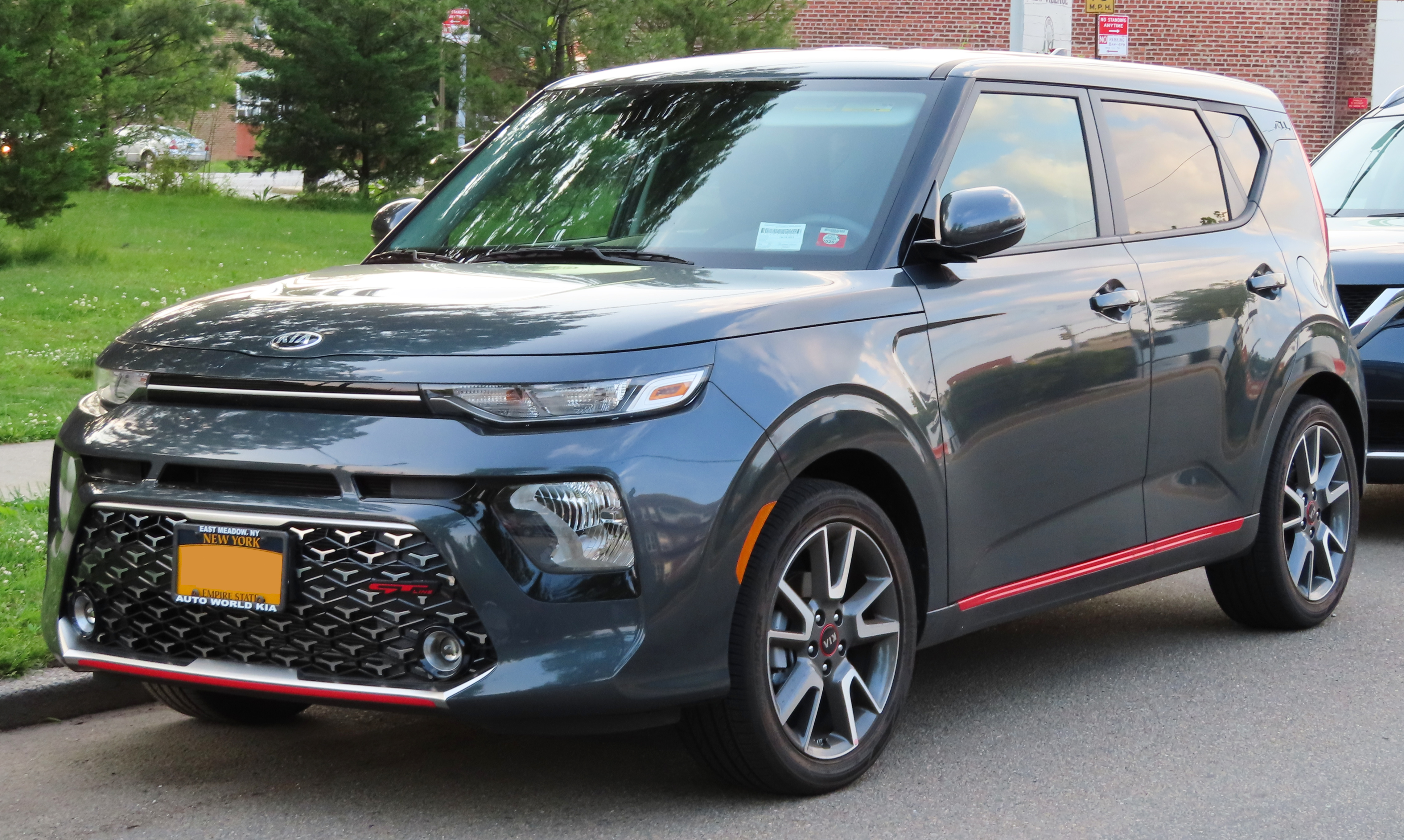
Kia Soul III GT-Line

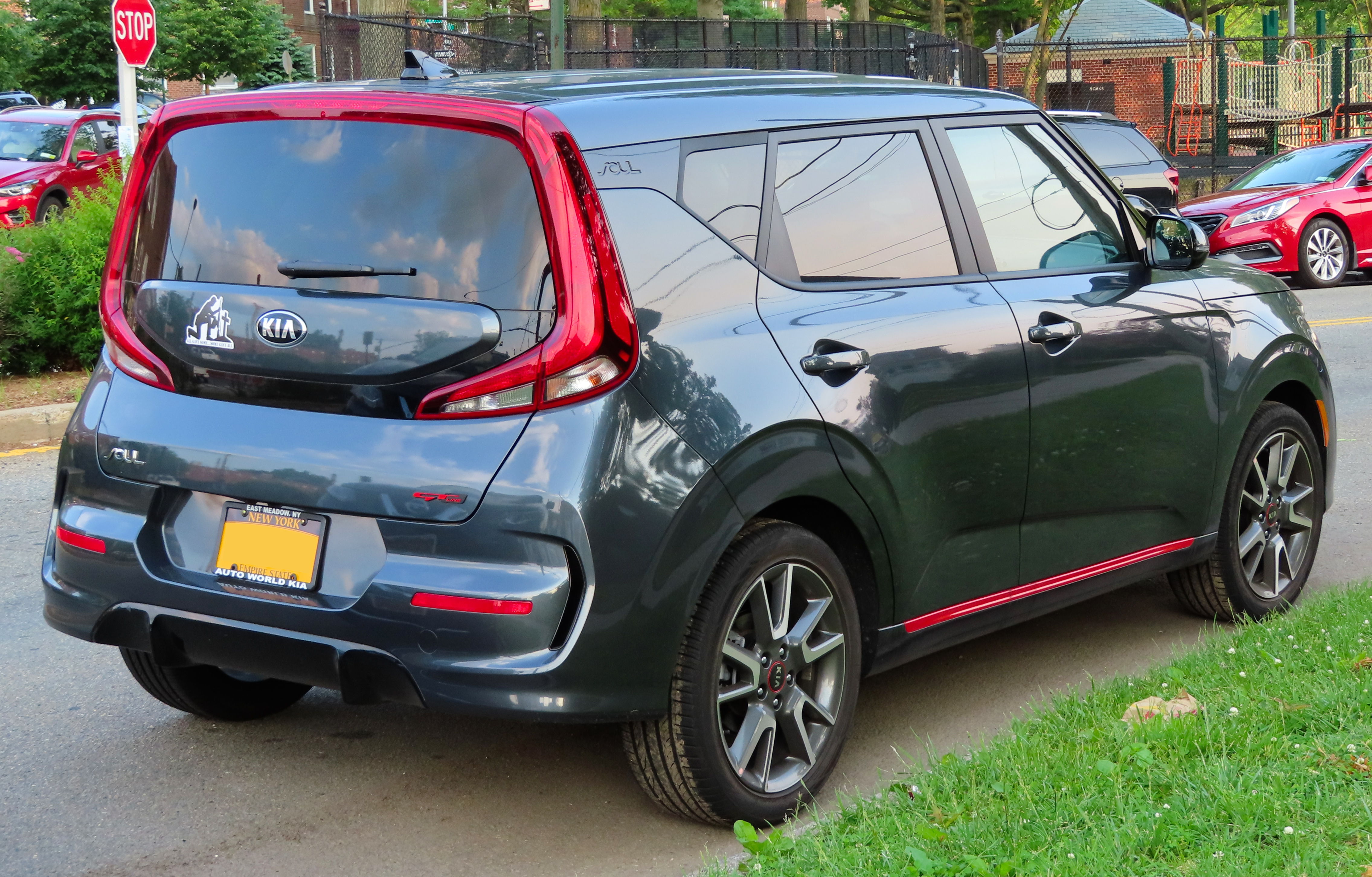
Kia Soul III GT-Line – tył

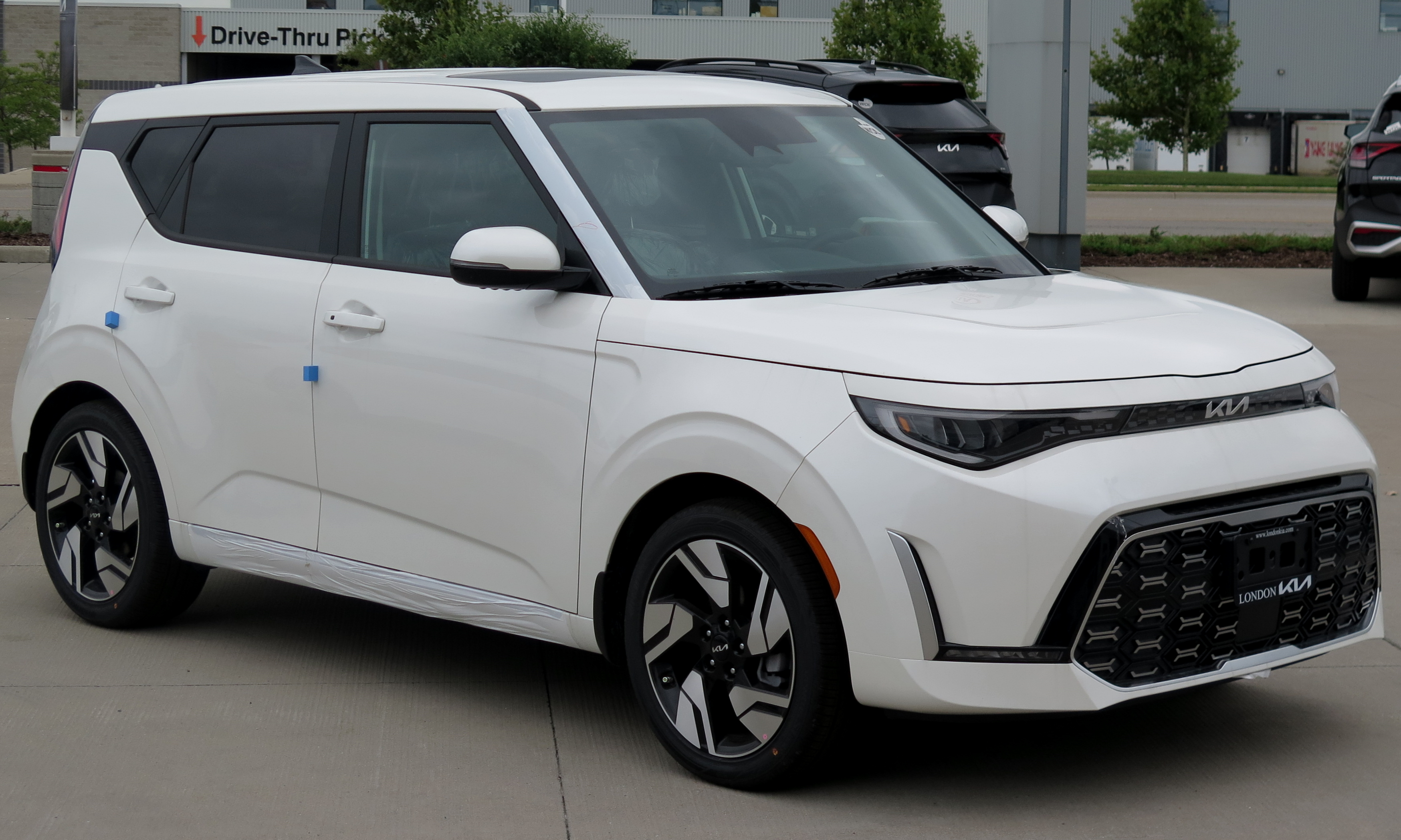
Kia Soul III GT-Line po liftingu

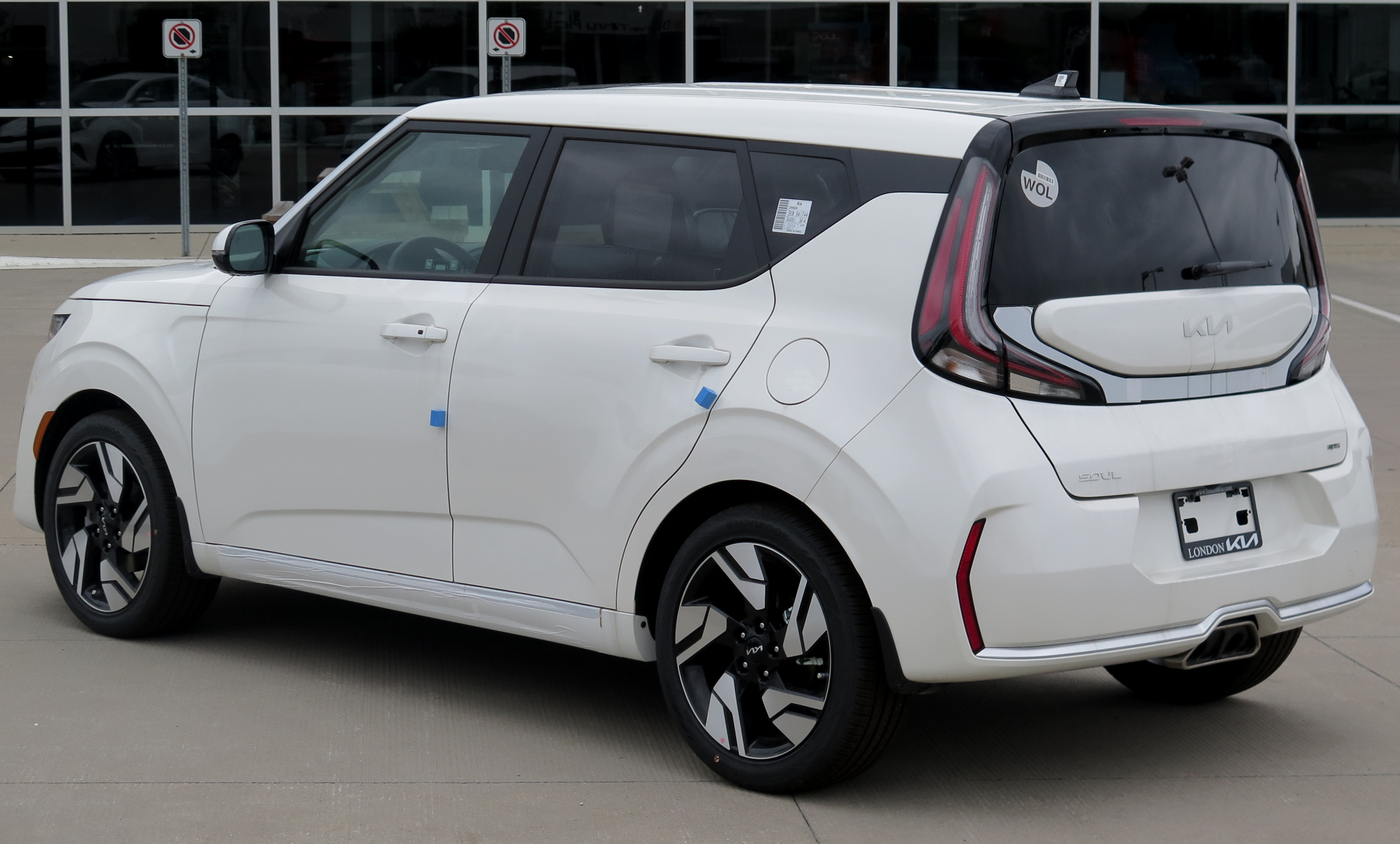
Kia Soul III GT-Line – tył po liftingu

Kia Soul III została zaprezentowana po raz pierwszy w 2018 roku.
Projektując trzecią generację modelu Soul, Kia zdecydowała się ponownie rozwinąć charakterystyczną formułę poprzednika, wprowadzając jednocześnie głębokie zmiany w stylistyce. Charakterystycznym elementem stały się dwupoziomowe reflektory przednie. Umieszczone wyżej, podwójne paski diod LED służą do światła do jazdy dziennej, a niżej umieszczone to kryją światła drogowe.
Inną charakterystyczną cechą stylizacji stała się obła tylna część nadwozia, której zagięte, łukowate lampy optycznie zostały połączone pasem biegnącym przez szerokość klapy bagażnika.
Obszerne zmiany przeszła także kabina pasażerska, która zyskała obły kształt konsoli centralnej z wkomponowanym centralnie ekranem dotykowym systemu multimedialnego o przekątnej 10,25-cala. Umożliwia on łączność z systemami Apple CarPlay i Android Auto, a opcjonalnie pojazd oferuje także system head-up i 10-głośnikowy system nagłośnieniowy.

### Lifting
W maju 2022 Kia Soul Trzeciej generacji przeszła obszerną restylizację, która poza przemodelowaniem tylnego zderzaka skoncentrowała się głównie na wyglądzie pasa przedniego. Dwurzędowe reflektory zostały zastąpione pojedynczymi, wysoko osadzonymi o agresywnym kształcie, które utworzyły jedną linię z czarnym paskiem z umieszczonym na nim logo. Zderzak został wzbogacony przez większy, trapezoidalny wlot powietrza, z kolei w kabinie pasażerskiej znalazł się nowy ekran systemu multimedialnego. Przy okazji restylizacji okrojono także listę wariantów stylistycznych: zniknął Turbo oraz X-Line.

### Super VIP Taxi
Podobnie jak poprzednik, trzecia generacja Kii Soul trafiła do sprzedaży w Kolumbii w specjalnej postaci skierowanej wyłącznie dla lokalnych korporacji taksówkarskich pod nazwą Kia Super VIP Taxi. Pojazd wyróżnił się w ten sposób dostępnością wyłącznie w żółtym lakierze.

### Sprzedaż
Po raz pierwszy od momentu debiutu w 2008 roku, Kia Soul w postaci trzeciej generacji nie trafiła do sprzedaży w Europie, a także Australii. Na tych rynkach rolę pojazdu ograniczono wyłącznie do wariantu elektrycznego, z kolei model spalinowy zastąpił inny crossover o nazwie Stonic. Kluczowymi rynkami dla Kii Soul trzeciej generacji stały się kraje Ameryki Północnej (Stany Zjednoczone, Kanada i Meksyk), Ameryki Południowej (Chile czy Brazylia), a także Bliski Wschód i Rosja.

### Wersje wyposażeniowe
- LS
- S
- GT-Line
- X-Line
- EX

W zależności od wybranej wersji wyposażeniowej, auto wyposażone może być m.in. w światła przeciwmgłowe, kamerę cofania, klimatyzację automatyczną, skórzaną tapicerkę, wielofunkcyjną kierownicę, cyfrowy zestaw wskaźników, elektryczne sterowanie szyb, elektryczne sterowanie lusterek, system nawigacji satelitarnej.

### Silniki
- R4 1.6l T-GDI 204 KM
- R4 2.0l DOHC 147 KM

### Soul EV

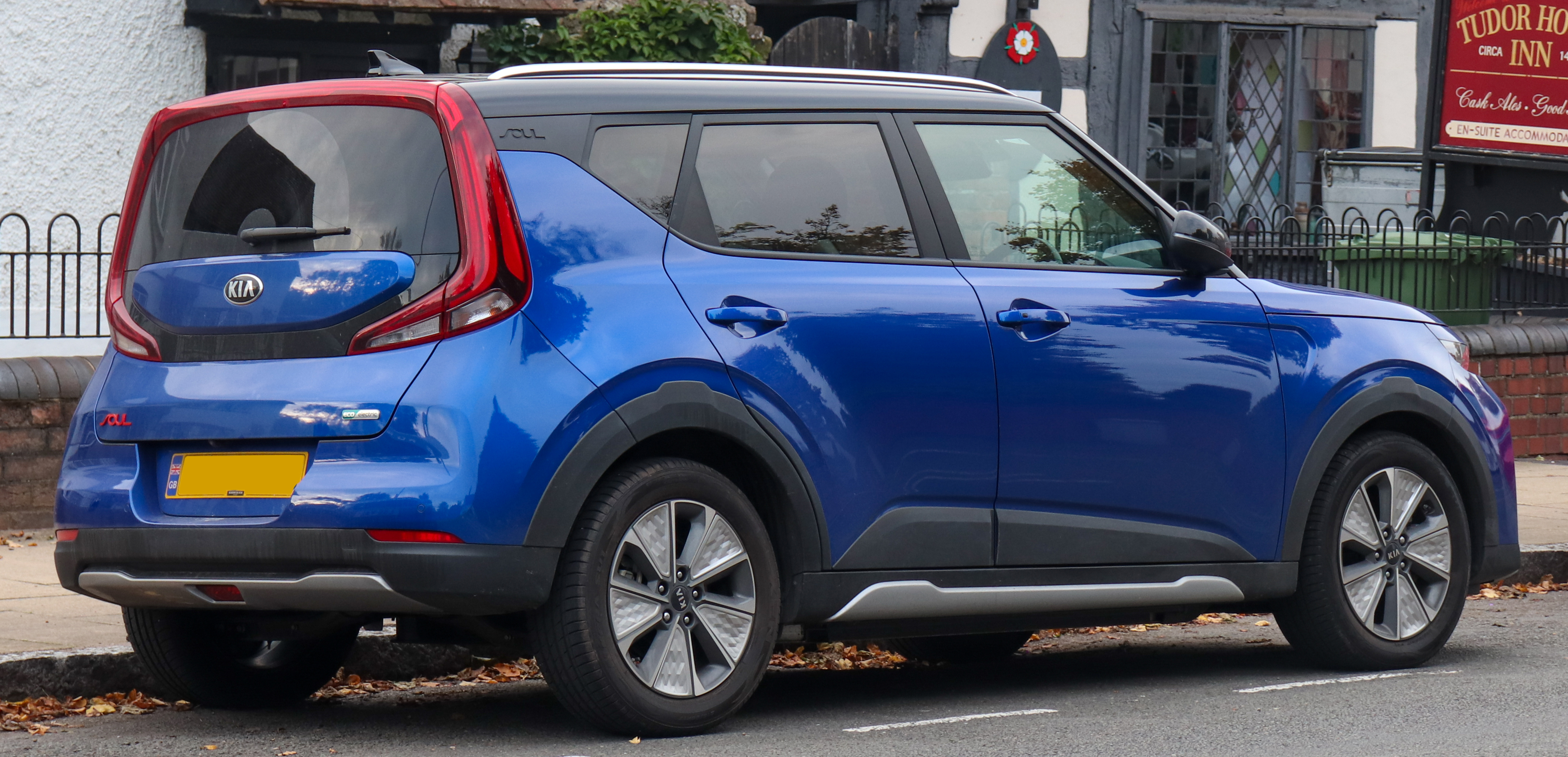
europejska Kia e-Soul – tył

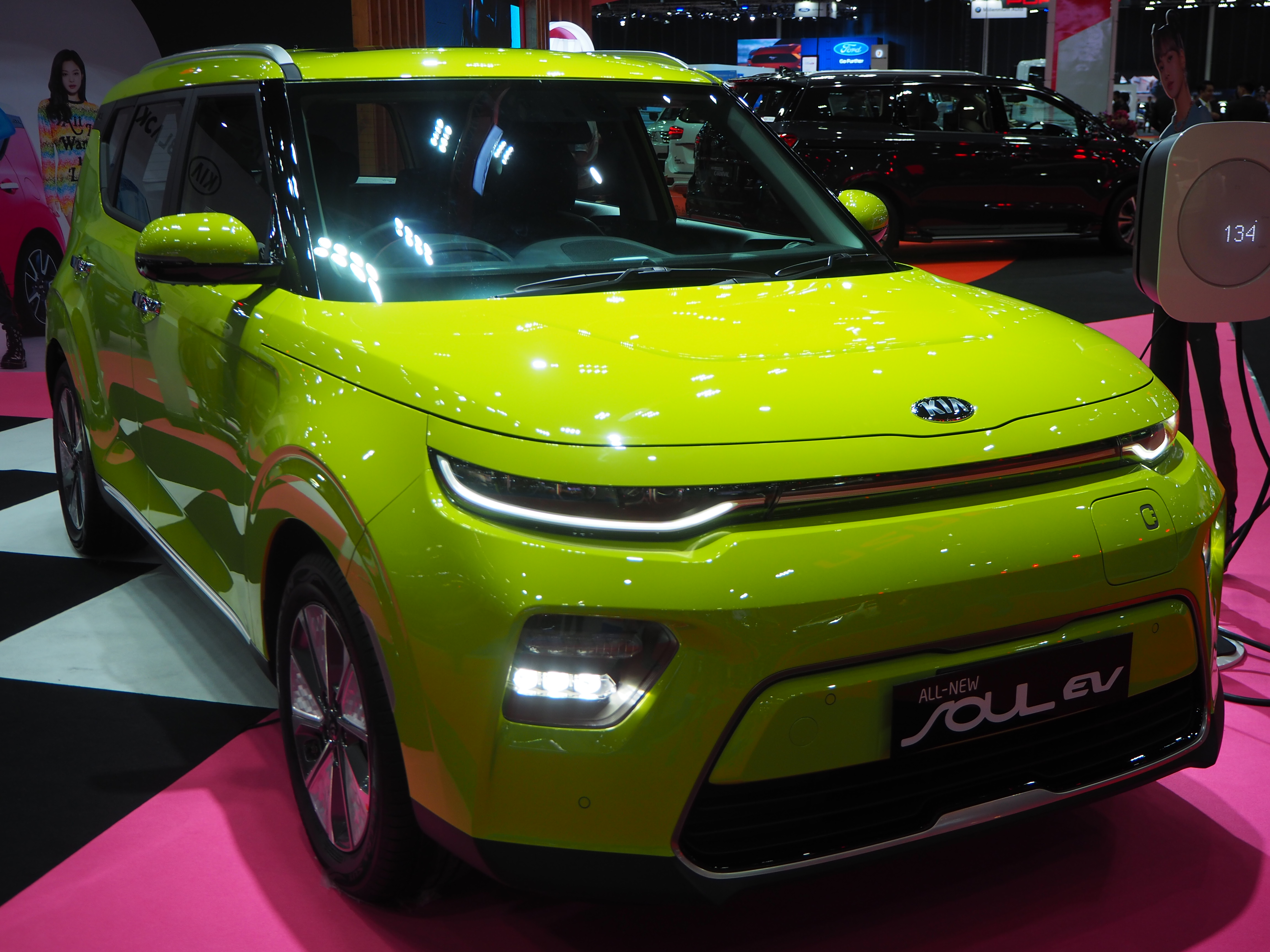
Kia Soul EV II

Kia Soul EV II została zaprezentowana po raz pierwszy w 2019 roku.
W przeciwieństwie do poprzednika, elektryczny wariant Kii Soul zadebiutował równolegle ze spalinowym wariantem. Samochód ponownie zyskał obszerne zmiany wizualne, wyróżniając się innym wzorem zderzaków z chromowaną listwą u dołu, a także inaczej uformowanym zderzakiem tylnym. Ponadto, elektryczny Soul otrzymał bardziej aerodynamiczne osłony kół o wielkości 17 cali i wykonane z lekkich stopów.
W kabinie pasażerskiej charakterystyczną cechą dla elektrycznego Soula drugiej generacji został okrągły, chromowany przełącznik trybów jazdy umieszczony na końcu tunelu środkowego. Ponadto, pojazd wyposażono w łopatki za kierownicą, które umożliwiają regulowanie siły hamowania rekuperacyjnego umożliwiającego odzysk energii.

### Lifting
We wrześniu 2022 zadebiutowała europejska Kia e-Soul po liftingu, który zyskał znacznie skromniejszy zakres od gruntownie zmodernizowanej wcześniej globalnej wersji spalinowej. Przeniesiono jedynie logo producenta między reflektory, zaktualizowano system multimedialny i wprowadzono bogatsze wyposażenie standardowe głównie z zakresu asystentów wspomagania kierowcy.

### Sprzedaż
Pod nazwą Kia Soul EV samochód oferowany jest na rynkach azjatyckich, a także w Ameryce Północnej. Inną nazwę zdecydowano nadać się w Europie, gdzie samochód oferowany jest jako Kia e-Soul. W tym regionie Soul tej generacji dostępny był wyłącznie w wersji elektrycznej.

### Dane techniczne
Układ elektryczny Kii Soul w wariancie topowym tworzy akumulator litowo-jonowy o pojemności 64 kWh, a także silnik elektryczny rozwijający 204 KM mocy i 395 Nm maksymalnego momentu obrotowego. Łącznie pojazd umożliwia przejechanie ok. 500 kilometrów na jednym ładowaniu.
Producent oferuje także tańszy wariant, który posiada mniejszą baterię o pojemności 39,2 kWh, a także słabszy silnik elektryczny o mocy 136 KM. Maksymalny zasięg tej odmiany na jednym ładowaniu wynosi 276 kilometrów.